# نانسی نیکلسون
آنی «نانسی» مری پراید نیکلسون (انگلیسی: Annie "Nancy" Mary Pryde Nicholson) (۱۸۹۹–۱۹۷۷) نقاش و طراح پارچهٔ انگلیسی بود.

## اوایل زندگی
او که نامش در هنگام تولد آنی مری پراید نیکلسون بود، تنها فرزند دختر مادر و پدری هنرمند به نام سر ویلیام نیکلسون و میبل پراید بود. او سه برادر داشت که از میان آنها بن هنرمند بود، کریستوفر معمار بود و آنتونی در سال ۱۹۱۸ در جنگ جهانی اول کشته شد.

## یادداشت
1. ↑  "Search Results for England & Wales Births 1837–2006". www.findmypast.co.uk.
2. ↑  "Search Results for England & Wales Deaths 1837–2007". www.findmypast.co.uk.
3. ↑  "The Lightbox Blog – Latest Entries". Archived from the original on 9 May 2011. Retrieved 22 May 2011.